# Glycaspis temenicola
Glycaspis temenicola är en insektsart som beskrevs av Moore 1970. Glycaspis temenicola ingår i släktet Glycaspis och familjen rundbladloppor. Inga underarter finns listade i Catalogue of Life.